# Daniel Bogdanović
Daniel Bogdanović (Misurata, 26 de março de 1980) é um futebolista maltês que atua como atacante. Atualmente defende o Għajnsielem.

## Carreira em clubes
Em sua carreira, iniciada em 2000, atuou em 18 clubes diferentes: Sliema Wanderers, Naxxar Lions, Valletta, Marsaxlokk, Mosta, Floriana, Victoria Wanderers, Xewkija Tigers, Għajnsielem (Malta), Vasas (Hungria), Cherno More Varna, Lokomotiv Sofia (ambos da Bulgária), Cisco Roma (Itália) - onde formou parceria de ataque com Paolo Di Canio, ídolo da Lazio - , Barnsley, Sheffield United, Blackpool, Rochdale e Notts County (todos da Inglaterra).

## Seleção Maltesa
Nascido na Líbia e de ascendência sérvia e eslovena (seu nome verdadeiro é grafado como Danijel Bogdanović), o atacante estreou pela Seleção Maltesa em fevereiro de 2002, num amistoso contra a Jordânia. O único gol de sua carreira internacional foi no empate em 2 a 2 com o Cazaquistão, em fevereiro de 2003.
A última das 41 partidas disputadas por Bogdanović foi em setembro de 2012, contra a Itália.

## Títulos
Sliema Wanderers
- Campeonato Maltês: 2002–03

Marsaxlokk
- Campeonato Maltês: 2006–07

Xewkija Tigers
- Gozo Football League - Primeira Divisão: 2014–15 e 2016–17